# Zorgho
Zorgho is een stad in Burkina Faso en is de hoofdplaats van de provincie Ganzourgou.
Zorgho telde in 2006 bij de volkstelling 19.278 inwoners.